# Partido Socialista de la Patria
El Partido Socialista de la Patria (en ruso: Социалистическая партия Отечества; en georgiano: სამშობლოს სოციალისტური პარტია), también conocido como el Partido Socialista "Patria" o Patria, es un partido político de Osetia del Sur.
El partido se autoposiciona como un partido socialista y ha sido considerado como un partido marginal durante toda su existencia.

## Historia
El partido participó en las elecciones parlamentarias de Osetia del Sur de 2009 y se destacó por ser el único partido antirruso que se presentó a las elecciones. Llegarían en un distante cuarto lugar con el 6,53% de los votos y sin obtener escaños en el Parlamento.
Después de las elecciones, los líderes del partido indicaron que los partidos prorrusos manipularon las elecciones a su favor para evitar que cualquier tipo de oposición ingresara al parlamento.
El partido participaría posteriormente en las elecciones parlamentarias realizadas en 2014 y 2019, ambas en las que no obtuvo un escaño.